# Saison 2025-2026 du Paris Football Club
Dernière mise à jour : 3 juin 2025.
Chronologie
Saison précédente Saison suivante
La saison 2025-2026 du Paris Football Club voit le club disputer la quatre-vingt-huitième édition du Championnat de France de football pour la première fois depuis quarante-six ans.
En février 2025, le club décide de jouer ses matchs à domicile au Stade Jean-Bouin, séparé par une rue du Parc des Princes. En effet, les deux stades sont les plus rapprochés de l’un de l’autre au monde.

## Avant-saison
La reprise de l’entraînement du Paris FC est le 3 juillet.

## Transferts

### Transferts
| Nom                | Nationalité | Poste             | Transfert       | Provenance/Destination | Division      | Référence |
| ------------------ | ----------- | ----------------- | --------------- | ---------------------- | ------------- | --------- |
| Arrivées (39,5 M€) |             |                   |                 |                        |               |           |
| Kevin Trapp        | Allemagne   | Gardien de but    | 1 M€            | Eintracht Francfort    | Bundesliga    | [ 5 ]     |
| Otávio             | Brésil      | Défenseur         | 17 M€           | FC Porto               | Liga Portugal | [ 6 ]     |
| Willem Geubbels    | France      | Attaquant         | 9 M€            | FC Saint-Gall          | Super League  | [ 7 ]     |
| Moses Simon        | Nigeria     | Ailier            | 7 M€            | FC Nantes              | Ligue 1       | [ 8 ]     |
| Nhoa Sangui        | France      | Arrière gauche    | 5 M€            | Stade de Reims         | Ligue 1       | [ 9 ]     |
| Zakarya Khaldi     | France      | Attaquant         | Premier contrat | Paris FC B             | Régionale 1   | [ 10 ]    |
| Thibault De Smet   | Belgique    | Attaquant         | 1,5 M€          | Stade de Reims         | Ligue 1       |           |
| Aymerick Bering    | France      | Milieu de terrain | Premier contrat | Paris FC B             | Régionale 1   | [ 11 ]    |
| Kamil El Kit       | France      | Milieu de terrain | Premier contrat | Paris FC B             | Régionale 1   | [ 12 ]    |
| Anis Fatahine      | Algérie     | Défenseur         | Premier contrat | Paris FC B             | Régionale 1   | [ 12 ]    |
| Départs            |             |                   |                 |                        |               |           |
| Omar Sissoko       | France      | Attaquant         | Prêt            | Pau FC                 | Ligue 2       | [ 13 ]    |
| Coleen Louis       | France      | Défenseur         | Transfert       | Amiens SC              | Ligue 2       | [ 14 ]    |
| Josias Lukembila   | Suisse      | Attaquant         | Fin de contrat  | FC Sion                | Super League  | [ 15 ]    |
| Samir Chergui      | France      | Défenseur         | Fin de contrat  |                        |               |           |
| Nouha Dicko        | Mali        | Attaquant         | Fin de contrat  |                        |               |           |
| Rémy Riou          | France      | Gardien de but    | Fin de contrat  |                        |               |           |
| Mohamadou Kanté    | France      | Milieu de terrain | Fin du prêt     | Premier League         | West Ham      | [ 16 ]    |

| Nom      | Nationalité | Poste | Transfert | Provenance/Destination | Division | Référence |
| -------- | ----------- | ----- | --------- | ---------------------- | -------- | --------- |
| Arrivées |             |       |           |                        |          |           |
| Départs  |             |       |           |                        |          |           |

## Compétitions

### Championnat

#### Classement
| Rang | Équipe            | Pts | J | G | N | P | Bp | Bc | Diff |
| ---- | ----------------- | --- | - | - | - | - | -- | -- | ---- |
| 10   | Stade brestois 29 | 1   | 1 | 0 | 1 | 0 | 3  | 3  | 0    |
| 11   | FC Nantes         | 0   | 1 | 0 | 0 | 1 | 0  | 1  | −1   |
| 12   | Paris FC P        | 0   | 1 | 0 | 0 | 1 | 0  | 1  | −1   |
| 13   | FC Lorient P      | 0   | 1 | 0 | 0 | 1 | 0  | 1  | −1   |
| 14   | FC Metz P         | 0   | 1 | 0 | 0 | 1 | 0  | 1  | −1   |

#### Évolution du classement et des résultats
| Journée  | 1 | 2 | 3 | 4 | 5 | 6 | 7 | 8 | 9 | 10 | 11 | 12 | 13 | 14 | 15 | 16 | 17 | 18 | 19 | 20 | 21 | 22 | 23 | 24 | 25 | 26 | 27 | 28 | 29 | 30 | 31 | 32 | 33 | 34 |
| -------- | - | - | - | - | - | - | - | - | - | -- | -- | -- | -- | -- | -- | -- | -- | -- | -- | -- | -- | -- | -- | -- | -- | -- | -- | -- | -- | -- | -- | -- | -- | -- |
| Rang     |   |   |   |   |   |   |   |   |   |    |    |    |    |    |    |    |    |    |    |    |    |    |    |    |    |    |    |    |    |    |    |    |    |    |
| Résultat |   |   |   |   |   |   |   |   |   |    |    |    |    |    |    |    |    |    |    |    |    |    |    |    |    |    |    |    |    |    |    |    |    |    |

| Légende : | V = Victoire |  | N = Nul |  | D = Défaite |

## Effectif professionnel
Le premier tableau liste l'effectif professionnel du Paris FC pour la saison 2025-2026. Le second recense les prêts effectués par le club lors de cette même saison.